# Летняя Универсиада 2021
XXXI Летняя Универсиада в городе Чэнду (Китай) прошла с 28 июля по 8 августа 2023 года. Изначально она должна была пройти в период с 8 по 19 августа 2021 года, но была перенесена на 2022 год из-за пандемии коронавируса, а затем и на 2023 год.

## Место проведения
Город был единственным кандидатом на проведение Универсиады. Решение о её проведении было принято 1 марта 2019 года на заседании FISU в Красноярске, где проходила Зимняя Универсиада 2019 года. До этого Китай принимал летние Универсиады в 2001 (Пекин) и 2011 годах (Шэньчжэнь). Также один раз Китай принимал и зимнюю Универсиаду 2009 года в Харбине. В программу Универсиады, кроме 15 обязательных видов спорта, включены также гребля, стрельба и ушу.

## Виды спорта
Соревнования проходят по 18 видам спорта:
1. Бадминтон (2) (подробнее)
2. Лёгкая атлетика (50) (подробнее)
3. Стрельба (15) (подробнее)
4. Стрельба из лука (10) (подробнее)
5. Настольный теннис (7) (подробнее)
6. Теннис (7) (подробнее)
7. Фехтование (12) (подробнее)
8. Водные виды спорта:
  1.  Водное поло (2) (подробнее)
  2.  Плавание (40) (подробнее)
  3.  Прыжки в воду (15) (подробнее)
  4.  Гребля (12) (подробнее)
9. Гимнастика:
  1.  Спортивная гимнастика (14) (подробнее)
  2.  Художественная гимнастика (8) (подробнее)
10. Боевые искусства:
  1.  Дзюдо (14) (подробнее)
  2.  Тхэквондо (19) (подробнее)
  3.  Ушу (2) (подробнее)
11. Командные виды спорта:
  1.  Баскетбол (2) (подробнее)
  2.  Волейбол (2) (подробнее)

## Участники
На текущей летней Универсиаде в 2023 году участвовало 5059 спортсменов из 116 национальных федераций студенческого спорта.
1. Албания (2)
2. Алжир (47)
3. Ангола (2)
4. Аргентина (56)
5. Армения (14)
6. Австралия (85)[7]
7. Австрия (29)
8. Азербайджан (87)
9. Бангладеш (2)
10. Барбадос (2)
11. Бельгия (5)
12. Ботсвана (9)
13. Бразилия (151)[8]
14. Бруней (2)
15. Болгария (5)
16. Буркина-Фасо (2)
17. Бурунди (7)
18. Венгрия (105)
19. Вьетнам (7)
20. Гайана (6)
21. Гамбия (2)
22. Гана (12)
23. Гватемала (2)
24. Германия (163)[9]
25. Греция (26)
26. Грузия (27)
27. Гаити (5)
28. Гондурас (2)
29. Гонконг (143)[10][11]
30. Дания (13)
31. Доминиканская Республика
32. Замбия (14)
33. Зимбабве (7)
34. Индия (231)[12]
35. Индонезия (45)
36. Израиль (5)
37. Иран (83)[13]
38. Ирак (4)
39. Испания (36)
40. Италия (164)
41. Камбоджа (11)
42. Кабо-Верде (2)
43. Китай (411) — страна-хозяйка[14]
44. Колумбия (25)
45. Коморы (2)
46. Республика Конго
47. Коста-Рика (2)
48. Кипр (19)[15]
49. Катар (6)
50. Казахстан (87)
51. Кения (2)
52. Кыргызстан (16)
53. Республика Корея (250)
54. Кувейт (3)
55. Латвия (3)
56. Ливан (7)
57. Ливия (6)
58. Лихтенштейн (1)
59. Литва (36)[16]
60. Люксембург (3)
61. Макао (49)
62. Мадагаскар (3)
63. Малайзия (66)[17]
64. Мали (2)
65. Молдова (17)
66. Монголия (80)
67. Марокко (10)
68. Мозамбик (2)
69. Нидерланды (38)
70. Непал (18)
71. Нигер (36)
72. Нигерия (75)[18][19]
73. Норвегия (30)
74. ОАЭ (4)
75. Оман (26)
76. Пакистан (5)
77. Государство Палестина (2)
78. Панама (1)
79. Перу (7)
80. Польша (198)
81. Португалия (44)
82. Румыния (41)
83. Руанда
84. Сан-Томе и Принсипи (1)
85. Саудовская Аравия (10)
86. Северные Марианские Острова (2)
87. Сенегал (8)
88. Сьерра-Леоне (3)
89. Сингапур (112)
90. Словакия (79)
91. Словения (25)
92. Сомали (2)
93. Шри-Ланка (17)[20]
94. Швеция (13)
95. Швейцария (73)
96. Сирия (1)
97. США (189)
98. Тайвань (212)[21]
99. Таджикистан (6)
100. Танзания (2)
101. Таиланд (43)
102. Турция (97)
103. Туркменистан (16)
104. Уганда (36)[22]
105. Украина (58)
106. Уругвай (2)
107. Узбекистан (66)
108. Фиджи (1)
109. Филиппины (34)
110. Финляндия (67)
111. Франция (102)
112. Хорватия (13)
113. Чехия (94)
114. Эквадор (2)
115. Экваториальная Гвинея (1)
116. Эстония (15)[23]
117. Эфиопия
118. ЮАР (125)
119. Ямайка (4)
120. Япония (264)

### Снявшиеся с соревнований страны
1. Великобритания: BUCS[англ.] (British Universities and Colleges Sport) объявили об отзыве своей делегации студентов из Великобритании с игр 11 марта 2022 года[24] и подтвердили отказ 16 марта 2023 года[25].
2. Канада: Канада отказалась от участия, сославшись на стоимость поездки и риски для здоровья[26].
3. Мексика: из-за финансовых ограничений страна отказалась от участия в играх 7 июля 2023 года.

### Исключённые страны из соревнований
Белорусским и российским спортсменам запрещено участвовать в играх из-за российского вторжения в Украину.
1. Беларусь
2. Россия